# Komora iskrowa

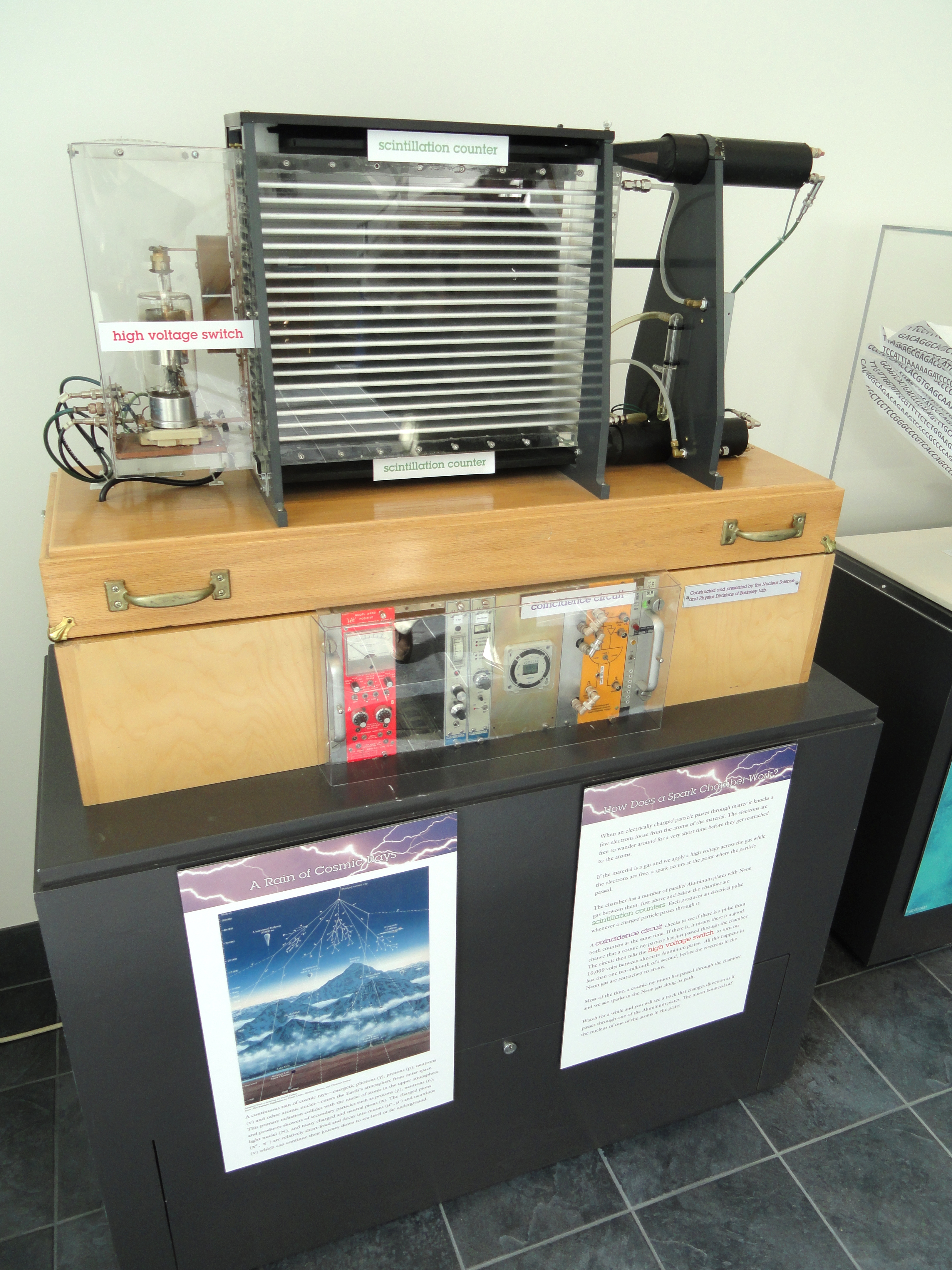
Komora iskrowa w Lawrence Berkeley National Laboratory

Komora iskrowa – detektor promieniowania stosowany w fizyce cząstek elementarnych do badania cząstek subatomowych o wysokiej energii. 
Składa się z cienkich płytek metalowych zamocowanych równolegle do siebie i przedzielonych małymi szczelinami. Zestaw zamknięty jest w pojemniku wypełnionym neonem lub innym gazem szlachetnym. Do dwóch układów naprzemiennych płytek przykłada się silny spadek potencjału lub napięcie w postaci krótkiego impulsu. Wzdłuż drogi pokonywanej przez naładowaną cząstkę, która wpada do komory lub w niej powstaje, przeskakują iskry między płytkami. Przyczyną tego są wytworzone przez jonizowane cząsteczki gazu, będące nośnikami prądu. Ścieżka jonizacji pozostaje widoczna w komorze przez milionową część sekundy. Jest to wystarczająco długi czas na to aby układy logiczne rozpoznały, czy cząstki pojawiające się w komorze należy poddać analizie i w konsekwencji, czy powinien zostać wysłany do płytek impuls wysokiego napięcia a powstający w ten sposób ślad iskrowy sfotografowany w celu dalszej analizy.